# بنیاد سعدی
بنیاد سعدی، نهادی است که برای تقویت و گسترش زبان و ادبیّات فارسی در خارج از کشور ایران و ایجاد تمرکز، هم‌افزایی و انسجام در فعالیت‌های مرتبط با این حوزه و بهره‌گیری بهینه از ظرفیت‌های موجود کشور تأسیس شده است.
بنیاد سعدی که مزیّن به نام «سعدی» است، وظیفه خاصّی برای «سعدی‌پژوهی» برعهده ندارد و فقط به احترام آن شاعر و سخنور پرآوازه ایران نام او برای بنیادی که گسترش زبان فارسی را در جهان به عهده دارد، برگزیده شد. مانند کشور آلمان که نام گوته را برای مؤسسه آموزش زبان خود برگزید و دیگر کشورها همچون فرانسه نام آلیانس، اسپانیا نام سروانتس، چین نام کنفوسیوس، روسیه نام روسکی میر، ترکیه نام یونس امره و ایتالیا نام دانته و ….

## ارکان بنیاد
1. ریاست عالیه بنیاد
2. هیئت امنای بنیاد
3. رئیس بنیاد

ریاست عالیه بنیاد با رئیس‌جمهور است.
- اعضای هیئت امنای بنیاد

1. معاون اول رئیس‌جمهور (رئیس هیئت امناء)
2. رئیس سازمان فرهنگ و ارتباطات اسلامی (دبیر هیئت امناء)
3. رئیس بنیاد
4. وزیر فرهنگ و ارشاد اسلامی
5. وزیر امور خارجه
6. وزیر علوم، تحقیقات و فناوری
7. وزیر آموزش و پرورش
8. رئیس فرهنگستان زبان و ادب فارسی
9. دبیر شورای عالی انقلاب فرهنگی
10. رئیس جامعه المصطفی العالمیه
11. رئیس سازمان صدا و سیما
12. ۵ نفر صاحب نظر در حوزه زبان و ادبیات فارسی به پیشنهاد رئیس فرهنگستان زبان و ادب فارسی و تأیید هیئت امناء و تصویب شورای عالی انقلاب فرهنگی

انسجام بخشی فعالیت‌ها
با تأسیس بنیاد سعدی، مرکز گسترش زبان و ادبیات فارسی از سازمان فرهنگ و ارتباطات اسلامی به بنیاد سعدی منتقل شد. همچنین شورای گسترش زبان فارسی که زیر نظر وزارت فرهنگ و ارشاد اسلامی بود، منحل و در بنیاد سعدی ادغام شد. مراکز تحقیقات و آموزش زبان فارسی در خارج از کشور نیز به بنیاد منتقل شد و مدیران این مراکز که از سوی بنیاد منصوب می‌شوند، فعالیت خود را در خارج از کشور زیر نظر رایزنی فرهنگی و بر طبق توافق‌نامه میان بنیاد و سازمان فرهنگ و ارتباطات اسلامی انجام خواهند داد.
بنیاد سعدی به منظور هم‌افزایی و بهره‌گیری از ظرفیت‌های داخل کشور تاکنون با وزارت علوم، فناوری و اطلاعات، سازمان فرهنگ و ارتباطات اسلامی، سازمان امور دانشجویان، دانشگاه علامه طباطبایی، دانشگاه الزهرا بایگانی‌شده  در ۴ اوت ۲۰۲۰ توسط Wayback Machine، دانشگاه آزاد اسلامی، دانشگاه پیام نور، جامعه المصطفی العالمیه و پژوهشگاه میراث فرهنگی، صنایع دستی و گردشگری و معاونت علمی و فناوری و اقتصاد دانش‌بنیان ریاست جمهوری تفاهم نامه تفاهم نامه همکاری منعقد کرده است.
همچنین در خارج از کشور با دانشگاه بانوان لاهور جمهوری اسلامی پاکستان، دانشگاه مطالعات زبان‌های خارجی پکن، دانشکده فیلولوژی دانشگاه بلگراد، دانشکده روابط بین‌الملل؛ تاریخ و شرق‌شناسی دانشگاه فدرال قازان، مؤسسه مطالعات خاورمیانه دانشکده مطالعات خارجی دانشگاه بوسان تفاهم نامه همکاری دارد.
در تاریخ ۱۷/۵/۱۳۹۵ غلامعلی حداد عادل رئیس بنیاد سعدی و انسیه خزعلی رئیس دانشگاه الزهرا، به منظور هم‌افزایی در امر آموزش و گسترش زبان فارسی در جهان، تفاهمنامه همکاری منعقد کردند.